# Förlösamordet
Förlösamordet var ett mord i Förlösa utanför Kalmar den 30 augusti 2012, då Göran Lundblad, 63, sköts till döds i sin säng med ett hagelgevär och begravdes i en åker 700 meter från hemmet.
Kroppen påträffades först två år efter mordet efter att Lundblads dotters pojkvän berättat om mordet för Therese Tang i Missing People Sweden. Dotterns pojkvän ska ha trott att Therese Tang hade börjat utveckla känslor för honom och därför känt förtroende att erkänna mordet för henne. 
Den 20 januari 2015 dömdes Lundblads dotter och hennes pojkvän mot sitt nekande i Kalmar tingsrätt till vardera 18 års fängelse för mordet. Motivet tros vara kopplat till Lundblads förmögenhet och att han ska ha motsatt sig dotterns relation till pojkvännen.
Den 28 april 2015 fastställde Göta hovrätt tingsrättens dom. Högsta domstolen avslog i juni 2015 begäran om ny prövning.
Mordet blev ett av de mest omskrivna mord i Sverige, och det finns flera poddar och dokumentärer om fallet. År 2017 gav Joakim Palmqvist tillsammans med Therese Tang ut boken Hur man löser ett spaningsmord, Therese Tangs berättelse som blivit översatt till tre språk. Vintern 2021 visade Discovery+ serien Mörkt hjärta som är baserad på boken.